# Kati
Kati es una comuna urbana y principal ciudad de la Región de Kulikoró en Malí. La ciudad está situada a 15 kilómetros al noreste de Bamako, capital de Malí, sobre la vía del ferrocarril Dakar-Níger. En el censo de 2009 la población de la comuna era de 114.983 personas.

## Demografía
La población es mayoritariamente musulmana, pero existe una presencia católica minoritaria. La población Kati habla principalmente bámbara, llamado localmente "bamanankan".

## Administración
Desde 2009, el alcalde de Kati ha sido Hamalla Haidara.

## Otras informaciones
La ciudad acoge una escuela militar de élite, el Pritaneo militar de Kati.

## Hermanamiento
Desde 1985, Kati está hermanada con la ciudad de Puteaux, en Francia. Desde 2011, con la ciudad de Erfurt, en Alemania.

## Personalidades de la ciudad
- Chris Seydou, modista.
- Doumbi Fakoly, escritor.
- Mamadou Konaté, político.
- Sory Ibrahima Sangare, famoso cortador de làser.